# Palindromprimtal
Palindromprimtal

er primtal som også er palindromtal, altså er ens læst  forfra og bagfra.
De første palindromprimtal er:
2, 3, 5, 7, 11, 101, 131, 151, 181, 191, 313, 353, 373, 383, 727, 757, 787, 797, 919, 929, 10301, 10501, 10601, 11311, 11411, 12421, 12721, 12821, 13331, 13831, 13931, 14341, 14741, 15451, 15551, 16061, 16361, 16561, 16661, 17471, 17971, 18181, … (talfølge A002385 i OEIS)
Med undtagelse af 11 har alle palindromprimtal et ulige antal cifre, eftersom ethvert palindromtal med et lige antal cifre er multipla af 11, jf reglen for delelighed med 11. Det vides ikke om der findes uendeligt mange palindromprimtal i 10-talssystemet. Siden januar 2013 er det højeste kendte palindromprimtal 10314727 - 8×10157363 - 1. Det blev opdaget af Darren Bedwell.

## I det binære talsystem
I det binære talsystem omfatter palindromprimtal også Mersenneprimtal og Fermatprimtal. Alle binære palindromprimtal bortset fra 112 (310) har et ulige antal cifre, idet palindromtal med et lige antal cifre er delelige med 3.
De første binære palindromprimtal er (i binær notation):
11, 101, 111, 10001, 11111, 1001001, 1101011, 1111111, 100000001, 100111001, 110111011, 10010101001, 10110101101, 11000100011, 11001010011, 11011111011, 11100100111, 11101010111, 1001100011001, 1001111111001, 1010001000101, … (talfølge A117697 i OEIS)

## Tredobbelte palindromprimtal
Ribenboim definerer et tredobbelt palindromprimtal som primtal p hvor p er et palindromprimtal med q cifre, hvor q er et palindromprimtal med r cifre, hvor r også er et palindromprimtal. For eksempel, p = 1011310 + 4661664×105652 + 1, som har q = 11311 cifre, og 11311 har r = 5 cifre. Det første tredobbelte palindromtalet i 10-talssystemet er det 11-cifrede 10000500001. Det er muligt at et tredobbelte palindromprimtal i 10-talssystemet samtidig kan være palindromprimtal i et andet tal-system, som f.eks. 2-talssystemet, men det ville være meget underligt, hvis det også var et tredobbelt palindromprimtal i dette talsystem.

## Belfegors primtal
På grund af overtro knyttet til visse tal så kaldes palindromprimtalet 1000000000000066600000000000001 for Belfegors primtal, opkaldt efter Belfegor. Belfegors primtal består af tallet 666 og er på begge sider omgivet af tretten nuller og et et-tal.